# Казинс, Тина
Тина Казинс (Tina Cousins, р. 20 апреля 1971 либо 1974, Ли-он-Си) — британская певица, автор песен, бывшая фотомодель. Пять её песен, исполненных как соло, так и совместно с другими певцами, попадали в британский Top-20 — в том числе песня Mysterious Times, исполненная совместно с Sash!, занявшая в нём в 1998 году вторую строчку. Она также имела популярность в других странах: её песни четырежды попадали в Top-30 Швеции, шесть раз в Top-30 Австралии и семь — в Top-20 Финляндии. Её наиболее известные синглы — Pray (1998), Killin' Time (1999), Forever (1999), Just Around the Hill (записанная совместно с Sash!) (2000) и Wonderful Life (2005).

## Карьера

### 1998—2000
Тина Казинс получила известность в 1998 году во время сотрудничества с немецкой танцевальной группой Sash!. До записи Mysterious Times она выпустила Killin' Time и Angel, записанные в марте и июле 1997 года соответственно.
После успеха с Mysterious Times песни Казинс ещё дважды попадали в британский Top-20: ими стали Pray, вышедшая в ноябре 1998 года и имевшая большой успех в США, а также ремикс Killin' Time 1999 года. Вышедшие позже синглы Forever и ремикс Angel попали в Top-50 Великобритании. Композиция Forever стала весьма популярной а Австралии, где по итогам продаж была сертифицирована как золотой сингл. Pray также имела в Австралии большой успех, попав в Top-10 и став вторым золотым синглом певицы в ARIA charts, продержавшись там более четырёх месяцев.
Во время промо-тура по Австралии Казинс перезаписала композицию Nothing to Fear и выпустила её ремикс с помощью Groove Peddlers. Эта песня стала её третьим австралийским синглом, видео к ней также было снято в этой стране.
Совместно с Билли Пайпер, группами Cleopatra, B*Witched и Steps Казинс участвовала в записи песни Thank ABBA for the Music, попурри из хитов группы Abba. После выхода в свет сингл попал в Top-10 Великобритании, Ирландии, Швеции, Австралии и Новой Зеландии. В 2000 году она вновь сотрудничала с Sach!: записанная совместно с ними песня Just Around the Hill попала в британский Top-10.

### 2005—2008
В 2005 году Казинс выпустила свой первый за пять лет сингл — Wonderful Life, бывший кавер-версией песни группы Black и первоначально выпущенный а Австралии. В 2007 году Wonderful Life была приобретена дистрибьюторской группой Hoyts в качестве заставочной музыкальной темы для своих релизов. Wonderful Life достигала 15-й строчки в австралийском чарте Top-50, в общей сложности продержавшись в нём порядка четырёх месяцев и став главным радиохитом певицы.
Следующим записанным Казинс синглом стала композиция Come to Me. Как и предыдущая песня, он был включён во второй альбом певицы Mastermind, попавший в британский и австралийский Top-50. Третий сингл из данного альбома, Pretty Young Thing, был дважды выпущен на CD, тираж одного из изданий ограничивался 1000 экземпляров. Этот сингл попал в австралийский Top-30.

### 2009 — настоящее время
7 марта 2009 года Казинс на своём сайте объявила о записи музыки вместе с клипом для новой песни — «Can not Hold Back». Этот сингл, записанный совместно с Bellatrax, был выпущен в США и Великобритании на лейбле Michael Indies Eye Industries в конце лета 2009 года. В апреле 2009 года Казинс также объявила о записи кавер-версии композиции Sex on Fire, первоначально исполненной группой King of Leon. Песня была выпущена Topham & Twigg и со 2 сентября стала доступна в iTunes UK. В сентябре 2010 года певица подписала контракт с Sony Music International, и осенью 2010 года состоялся всемирный релиз Sex on Fire, быстро ставшей популярной. Клип к этой песне появился на сервисе Youtube в октябре 2010 года и получил известность в основном из-за откровенных сцен. В блоге поп-музыки Popjustice он был оценён как «ещё одно упражнение в ужасном и удивительном».
После 2010 года Тина Казинс выпустила синглы Everlong, Love Comes Back, Diamonds и When Tomorrow Comes.
В 2014 году она также записала и выпустила новую композицию Screams совместно с исполнителями Kalsi и Applejack. В 2015 году увидела свет очередная композиция Bullet In The Gun — записанный совместно с Probaker’ом и Kalsi римейк танцевального хита конца 1990-х годов, первоначально исполненного Planet Perfecto.
Казинс регулярно выступает в Австралии и Великобритании.
В ноябре 2016 года она гастролировала по Австралии с Vengaboys, Sonique, Whigfield и Joanne Accom.